# Gerben de Knegt
Gerben de Knegt (Tilburg, 11 december 1975) is een voormalig Nederlands veldrijder en mountainbiker die geruime tijd reed voor de continentale Rabobankploeg.
Begin 2013 besloot De Knegt na 18 profjaren zijn fiets aan de wilgen te hangen.
Momenteel is Gerben de Knegt bondscoach van de mountainbikers en veldrijders in Nederland en heeft  zijn contract verlengd tot en met 2028. De Brabander is sinds 2016 actief in deze rol en zag de Nederlandse sporters vele mondiale titels in het veldrijden behalen de afgelopen periode. Ook presteren de vrouwelijke mountainbikers al enkel jaren op hoog niveau. De ambitie van De Knegt is om ook bij de mannen een sterk blok met eliterenners klaar te stomen voor  de Olympische Spelen van LA (2028). 

## Overwinningen

### Cross
| Seizoen   | Wereldbeker | Superprestige | GvA Trofee | WK  | NK  | Overige                       | Totaal aantal zeges |
| --------- | ----------- | ------------- | ---------- | --- | --- | ----------------------------- | ------------------- |
| 1997-1998 |             |               |            | 21e | 7e  | Reusel, Moergestel            | 2                   |
| 1998-1999 |             |               |            | 17e | 5e  | Lieshout                      | 1                   |
| 1999-2000 |             |               |            | 8e  | 5e  |                               | 0                   |
| 2000-2001 |             |               |            | 7e  | ↑   | Eindklassement Rabo           | 1                   |
| 2001-2002 |             |               |            | 5e  | ↑   | Surhuisterveen                | 2                   |
| 2002-2003 |             |               |            | 14e | ↑   |                               | 0                   |
| 2003-2004 |             |               |            | 14e | 5e  |                               | 0                   |
| 2004-2005 |             |               |            | 20e | 4e  |                               | 0                   |
| 2005-2006 |             | Diegem        | Oostmalle  | 8e  | ↑   | Marle, Torhout                | 5                   |
| 2006-2007 |             |               | Hasselt    | 7e  | ↑   | Huijbergen, Roubaix           | 3                   |
| 2007-2008 |             |               |            | 17e | 4e  |                               | 0                   |
| 2008-2009 |             |               |            | 16e | 4e  |                               | 0                   |
| 2009-2010 |             |               |            | 9e  | ↑   | Fae di Oderzo, Surhuisterveen | 2                   |
| 2010-2011 |             |               |            | 11e | ↑   |                               | 0                   |
| 2011-2012 |             |               |            | 17e | 6e  | Surhuisterveen                | 1                   |
| 2012-2013 |             |               |            | ND  | 12e | Mirroi                        | 1                   |

### MTB
| Seizoen | Wereldbeker | Kampioenschappen | Overige                                                                    | Totaal aantal zeges |
| ------- | ----------- | ---------------- | -------------------------------------------------------------------------- | ------------------- |
| 1998    |             |                  | Berlicum, Naaldwijk, Wintelre                                              | 3                   |
| 1999    |             |                  | Zeeland, Roubaix, Vierhouten Rijswijk, Leiden                              | 5                   |
| 2004    |             |                  | Oldenzaal, Oss 1e, 2e, 3e etappe Transalp                                  | 5                   |
| 2005    |             |                  | Nieuwkuijk, Oldenzaal, Apeldoorn Wintelre, Heeswijk, Topcompetitie, Gieten | 6                   |
| 2006    |             |                  | Apeldoorn, 1e etappe Transalp, Oosterbeek                                  | 3                   |
| 2007    |             |                  | Wintelre                                                                   | 1                   |
| 2008    |             |                  | Arnhem, Oosterbeek, Wintelre                                               | 3                   |
| 2009    |             |                  | Steenwijk                                                                  | 1                   |
| 2010    |             |                  | Hexagonal                                                                  | 1                   |
| 2011    |             |                  | Antwerpen, Goirle                                                          | 2                   |
| 2012    |             |                  | Arnhem, Oosterbeek, Heeswijk, Pulse                                        | 4                   |

### Erelijst
| Seizoen   | WB  | SP     | GVA | WK  | NK  | NK MTB | WK MTB | EK MTB |
| --------- | --- | ------ | --- | --- | --- | ------ | ------ | ------ |
| 1997-1998 | NVT | NVT    | NVT | 21e | 7e  | 5e     | 37e    | 39e    |
| 1998-1999 | 18e | 17e    | NVT | 17e | 5e  | 4e     | 38e    | DNF    |
| 1999-2000 | 11e | 12e    | NVT | 8e  | 5e  | NVT    | NVT    | 22e    |
| 2000-2001 | 10e | 10e    | NVT | 7e  | ↑   | NVT    | NVT    | NVT    |
| 2001-2002 | 8e  | 7e     | 8e  | 5e  | ↑   | NVT    | NVT    | NVT    |
| 2002-2003 | 12e | 11e    | 9e  | 14e | ↑   | NVT    | NVT    | NVT    |
| 2003-2004 | 24e | 13e    |     | 14e | 5e  | NVT    | NVT    | NVT    |
| 2004-2005 |     |        |     | 20e | 4e  | DNF    | 15e    | NVT    |
| 2005-2006 | 5e  | Zilver | 8e  | 8e  | ↑   | 4e     | NVT    | 23e    |
| 2006-2007 | 4e  | 5e     | 4e  | 7e  | ↑   | 7e     | NVT    | NVT    |
| 2007-2008 |     | 15e    | 14e | 17e | 4e  | 7e     | NVT    | NVT    |
| 2008-2009 | 12e | 10e    | 9e  | 16e | 4e  | Zilver | NVT    | 25e    |
| 2009-2010 | 6e  | 9e     | 6e  | 9e  | ↑   | 5e     | NVT    | NVT    |
| 2010-2011 | 7e  | 9e     | 10e | 11e | ↑   | 7e     | NVT    | NVT    |
| 2011-2012 | 18e | 14e    | 16e | 17e | 6e  | 5e     | NVT    | NVT    |
| 2012-2013 | 23e | 28e    |     | ND  | 12e | NVT    | NVT    | NVT    |

### Jeugd
- NK MTB: 1993(junioren)

Wielerploegen van Gerben de Knegt
Aebersold ·
den Bakker ·
Boerman ·
van Bon ·
Boogerd ·
Boven ·
Dekker ·
Duijn · 
Engels ·
Groenendaal ·
de Groot ·
Hayman · 
de Jongh ·
de Knegt ·
Kroon ·
Lotz ·
Niermann ·
Nys ·
van der Poel (tot 28/02) ·
Pronk ·
Sørensen ·
Vierhouten ·
Wauters ·
B. Zberg ·
M. Zberg ·
Traksel (stagiair) 
den Bakker ·
Boerman ·
Boogerd ·
Boven ·
Dekker ·
Duijn · 
Engels ·
Groenendaal ·
de Groot ·
Hayman · 
de Jongh ·
de Knegt ·
Kroon ·
Lotz ·
Löwik ·
Niermann ·
Nys ·
Pronk ·
Traksel ·
Veneberg ·
Verheyen ·
Vierhouten ·
Wauters ·
B. Zberg ·
M. Zberg
Aernouts ·
ten Dam ·
Dekkers ·
De Weert · 
Elijzen ·
Eltink ·
Giling ·
Hesjedal · 
Hoeben · 
Hutten · 
van Hummel ·
de Knegt ·
de Kort ·
Louwers ·
Möhlmann ·
Mouris ·
Posthuma ·
Scheuneman ·
Sutherland ·
Verhagen ·
Weening
Aernouts ·
ten Dam ·
Dekker ·
Dekkers ·
Elijzen ·
Eltink ·
Giling ·
Groenendaal · 
Hesjedal · 
van Hummel ·
de Knegt ·
Kohl ·
de Kort ·
Mouris ·
Posthuma ·
Scheuneman ·
Sutherland ·
Vastaranta · 
Verhagen ·
Weening
Aernouts ·
Boom ·
Clement ·
Dekker ·
Elijzen ·
Eltink ·
Groenendaal · 
Heijboer ·
Kohl ·
de Knegt (tot 28/02) ·
de Kort ·
de Maar ·
Nys ·
Pauwels ·
Posthuma (tot 16/05) ·
Reus ·
Stamsnijder ·
Sutherland ·
Vastaranta
Aernouts ·
Boom ·
Clement ·
Dekkers ·
F. van Dulmen ·
T. van Dulmen ·
Elijzen ·
Groenendaal · 
Heijboer ·
de Knegt (tot 28/02) ·
Kozontsjoek ·
Leezer ·
de Maar ·
Nys ·
Pauwels ·
Reus ·
Stamsnijder ·
Vanthourenhout ·
van der Velde · 

van der Ven ·
Veelers ·
Walker
Aernouts ·
de Baat ·
Boom ·
van Dulmen ·
Duijn ·
van Emden ·
Flens ·
Gesink ·
Groenendaal · 
de Knegt ·
Kozontsjoek ·
Leezer ·
Maaskant ·
Nys ·
Popov ·
Reus (tot 30/06) ·
Ruijgh ·
Stamsnijder ·
Vanthourenhout ·
van der Velde ·
Veelers ·
Walker (tot 30/06)
Aernouts ·
Berkhout ·
de Baat ·
Boom ·
van Dulmen ·
van Emden ·
Groenendaal · 
Keizer ·
de Knegt ·
Kruijswijk ·
Leezer ·
Maaskant ·
Mollema ·
Nys ·
Popov ·
Rabou ·
Ruijgh ·
van Poppel ·
van der Velde ·
Veelers ·
Vermeltfoort ·
van Winden
Adams ·
Aernouts ·
Beima ·
Berkhout ·
Bol ·
Boom ·
van Emden (tot 31/08) ·
van Garderen ·
Keizer ·
de Knegt ·
Kreder · 
Kruijswijk ·
Lodewyck · 
Nys (tot 09/05) ·
Popov ·
van Poppel ·
Rabou ·
Sinkeldam ·
Van Staeyen ·
van der Velde ·
Vermeltfoort ·
van Winden
Adams ·
Aernouts ·
Berkhout ·
Boeve ·
Bol ·
Bos ·
Fuchs ·
van Garderen ·
van Geffen ·
Keizer ·
de Knegt ·
Kreder · 
Kruijswijk ·
Ockeloen ·
van Poppel ·
Rabou ·
Sinkeldam ·
Van Staeyen ·
Vermeltfoort ·
Vrijmoed ·
van Winden